# Crossodactylodes serranegra
Crossodactylodes serranegra — вид земноводних родини свистунових (Leptodactylidae). Описаний у 2023 році.

## Етимологія
Видовий епітет serranegra є португальським словом, яке означає «чорна гора», і відноситься до типової місцевості.

## Поширення
Ендемік Бразилії. Відомий лише у державного парку Серра-Негра в муніципалітеті Ітамарандіба у штаті Мінас-Жерайс на південному сході країни. Мешкає в атлантичному лісі у межах гірського хребта Серра-ду-Еспіньясу.

## Опис
Жаба світло-коричневого кольору і має помаранчеві пальці. Відрізняється від інших видів саме помаранчевим кольором пальців, наявністю голосових щілин і сошникових одонтофорів. Співає мало й тихо, що ускладнює дослідникам визначення виду.

## Спосіб життя
Як і інші представники свого роду, він мешкає в місцях з низькими деревами та чагарниками, багатьма мохами, лишайниками, бромеліями та на висотах понад 1000 метрів. Бромелієві необхідні для життєвого циклу жаб цього роду, оскільки в них відбувається спарювання, відкладання яєць і розвиток пуголовків.